# Ринг (рестлинг)

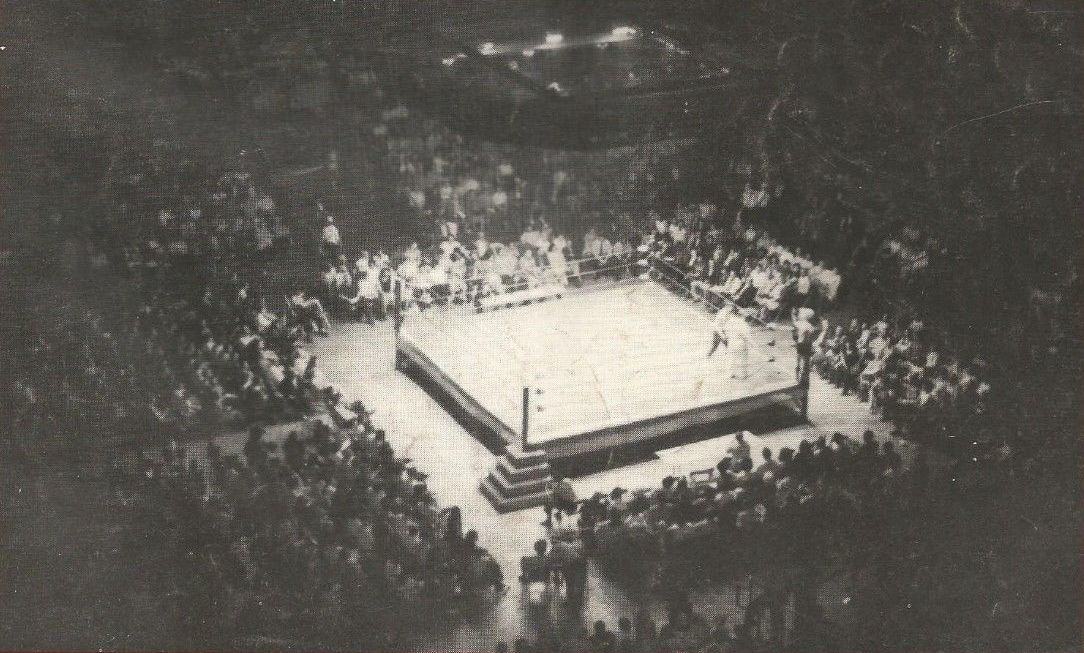
Ринг, использовавшийся детройтской компанией Big Time Wrestling в 1972 году

Ринг — это сцена, на которой обычно проходит матч рестлингу. По своей конструкции он похож на боксерский ринг и традиционно имеет квадратную форму.

## Конфигурация и конструкция
Конфигурация и конструкция традиционного ринга для рестлинга очень похожа на боксерский ринг. Как и боксерские ринги, ринги для рестлинга также известны под поэтическим названием «квадратный круг», которое происходит от того, что в прошлом боевые соревнования часто проводились в грубо очерченном круге на земле.
Ринг для рестлинга обычно состоит из приподнятого помоста из стальных балок и деревянных досок, покрытого пенопластовой набивкой и брезентовым чехлом.

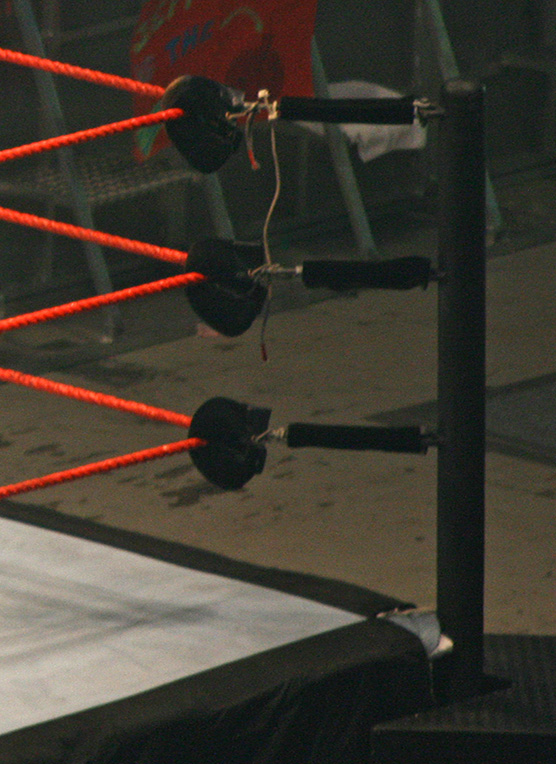
Угловая конструкция ринга WWE, показывающая крепление канатов ринга к стойке ринга через набивные талрепы

Вокруг ринга расположены три каната, что на один меньше, чем на современных боксерских рингах, которые с 1970-х годов имеют четыре каната. Материалы, используемые для канатов, различаются в зависимости от производителя ринга или промоушена. Некоторые, например, WWE, используют канаты из натурального волокна, обмотанные лентой, другие — стальные тросы, заключенные в резиновый шланг. В отличие от боксерского ринга, канаты на ринге для рестлинга не связаны между собой. Эти канаты удерживаются и натягиваются талрепами (или тёрнбаклами), которые, в свою очередь, висят на стальных стойках ринга, также поддерживающих раму. Концы талрепов, обращенные к рингу, имеют набивку, либо по отдельности, либо большую набивку для всех трех, подобно боксерскому рингу, как в New Japan Pro-Wrestling. Часть мата выходит за пределы канатов ринга и называется «апроном». Приподнятые стороны ринга покрыты тканевой юбкой, чтобы зрители не могли видеть, что под ней.
Обычно вокруг ринга находятся стальные ступеньки, по которым борцы могут входить и выходить на ринг. Все части ринга часто используются как часть различных приёмов.
Ринги для рестлинга различаются по форме и размеру, большинство из них имеют размеры от 14 до 20 футов (4,3-6,1 метров) с каждой стороны, измеряемые между талрепами. WWE и All Elite Wrestling используют 20-футовый ринг, в то время как World Championship Wrestling и Extreme Championship Wrestling в прошлом использовали (а Impact Wrestling и Ring of Honor в настоящее время используют) 18-футовый ринг. Как правило, ринги для рестлинга меньше, чем боксерские ринги.

## Вариации

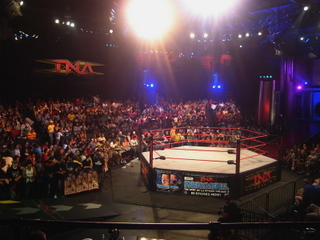
Шестиугольный ринг для рестлинга, который в прошлом использовался американским промоушеном TNA Wrestling. ААА в Мексике иногда использует подобные ринги.

Хотя традиционный ринг является четырехсторонним, существуют и другие конфигурации, например, шестисторонние ринги. Первое известное регулярное использование шестиугольных рингов в рестлинге было осуществлено японским промоушеном Toryumon 2000 Project, основанным на луча либре, который провел свое первое шоу в 2001 году. Шестиугольные ринги использовались для особых случаев, таких как ежегодное мероприятие Lucha Libre AAA World Wide — Triplemania. Impact Wrestling (тогда известный как Total Nonstop Action Wrestling, или TNA) впервые использовал его с 2004 года, а в 2010 году вернулся к четырехстороннему рингу. В июне 2014 года шестисторонний ринг вернулся в промоушен, но в январе 2018 года снова был убран.